# Wiatrak holenderski w Bęsi
Wiatrak holenderski w Bęsi – murowany wiatrak holenderski we wsi Bęsia w gminie Kolno.

## Historia
Wiatrak został zbudowany w latach 1808–1810 w majątku działającego od 1825 roku ośrodka wypoczynkowo-zdrowotnego starosty reszelskiego Carla Otto Beniamina von Knoblocha. Po II wojnie światowej był własnością prywatną, ale przestał działać z powodu wysokich podatków i rosnącej konkurencji Państwowych Zakładów Zbożowych. Została w nim urządzona obora dla krów. W 1959 roku został wyremontowany przez oddział Stowarzyszenia Społeczno-Kulturalnego „Pojezierze”. Działała w nim klubo-kawiarnia, galeria sztuki, a w latach 1974–2009 Muzeum Młynarstwa Powietrznego w Bęsi. Po upadku Rolniczego Ośrodka Doskonalenia Rolniczego w 1991 roku majątek z pałacem i wiatrakiem przejęła Agencja Własności Rolnej Skarbu Państwa. Wiatrak został sprzedany w 1989 roku Marii Skowrońskiej z Warszawy. W 2010 roku dzierżawiła go spółka Agro Biznes z Sorkwit i już wtedy gmina Kolno wyrażała chęć zakupu wiatraka.  W 2018 roku wiatrak za 155 tysięcy został odkupiony przez gminę. Na planowany remont gmina otrzymała dotację w wysokości 100 tysięcy od wojewódzkiego konserwatora i wojewody. Gmina chce odtworzyć działającą kiedyś klubokawiarnię, galerię i muzeum. Zakończenie remontu jest planowane na 2020 rok. Po podpisaniu umowy na remont wiatraka została w październiku 2019 roku rozpoczął się pierwszy etap prac, który obejmował: instalację odgromową, remont dachu poprzez wymianę uszkodzonych drewnianych belek dachu, ułożenie membrany i wymianie pokrycia z gontów, odgrzybienie i uzupełnienie ubytków ścian, impregnację elementów drewnianych.

## Rejestr zabytków
7 października 1967 roku wiatrak wraz z najbliższym otoczeniem w promieniu  50–100 metrów został wpisany do rejestru zabytków pod numerem A–607.  